# Lengyel Gabriella (hegedűművész)

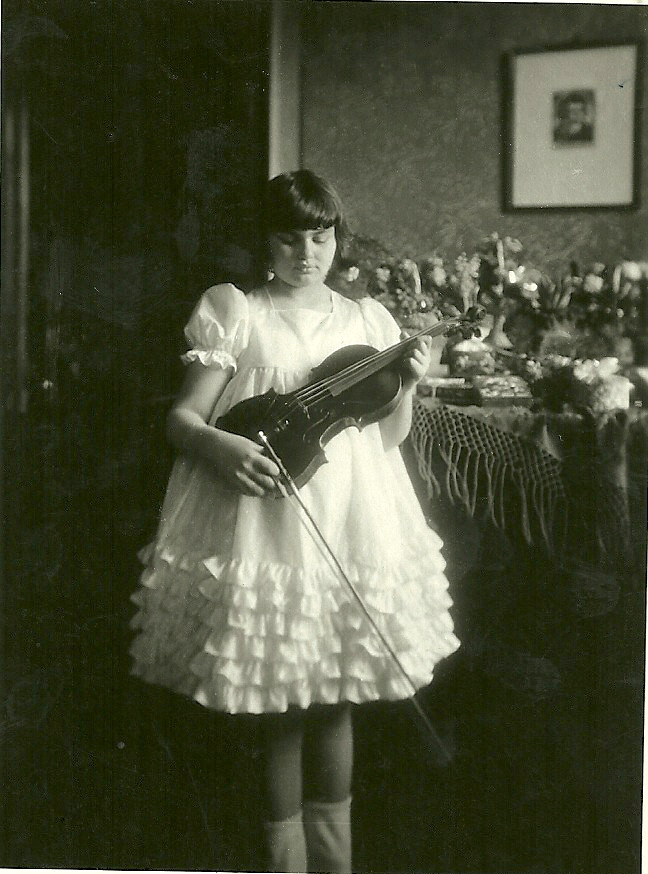
Lengyel Gabriella, gyermekkori képe, koncert után...

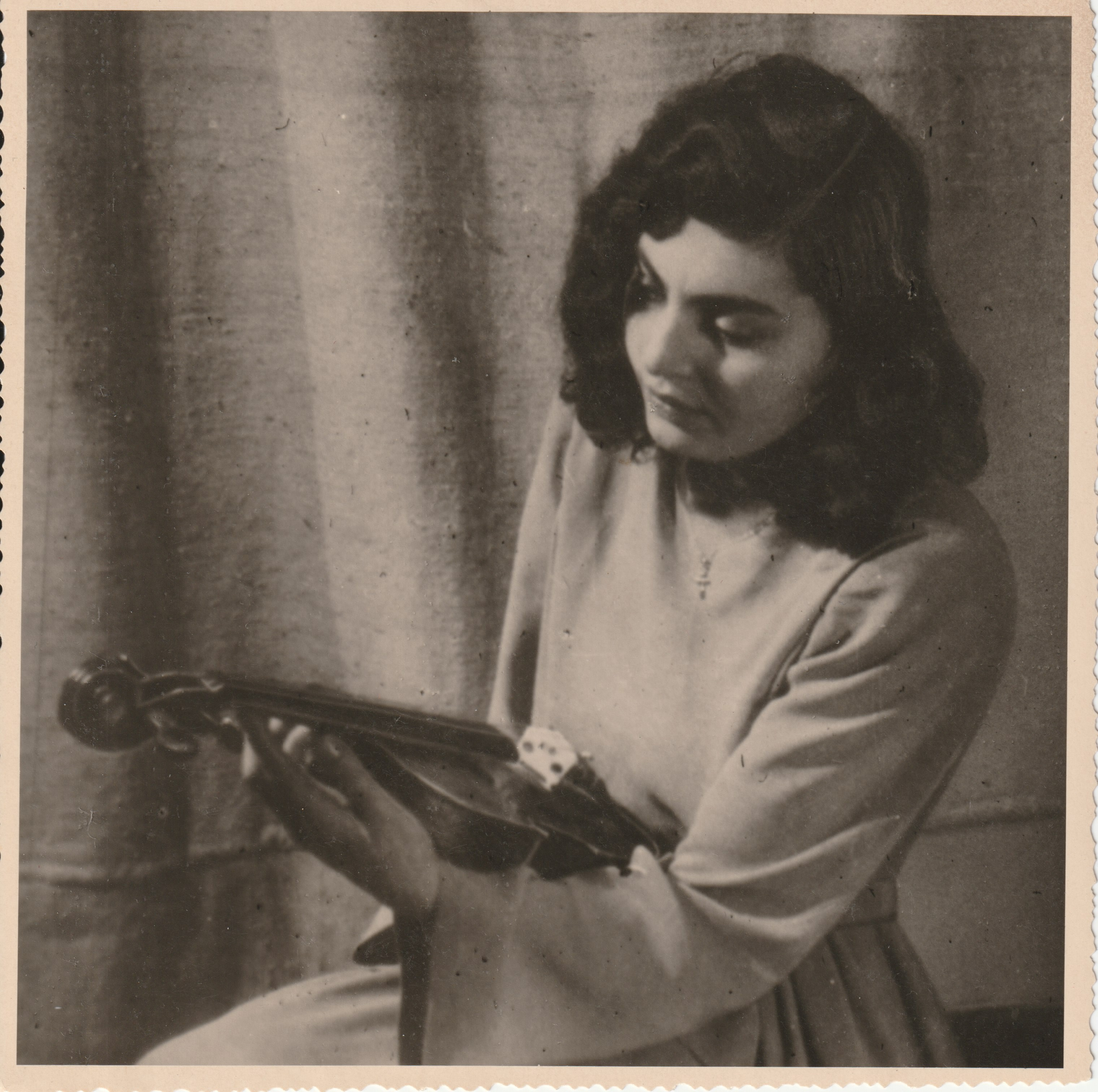
fiatalkori képe

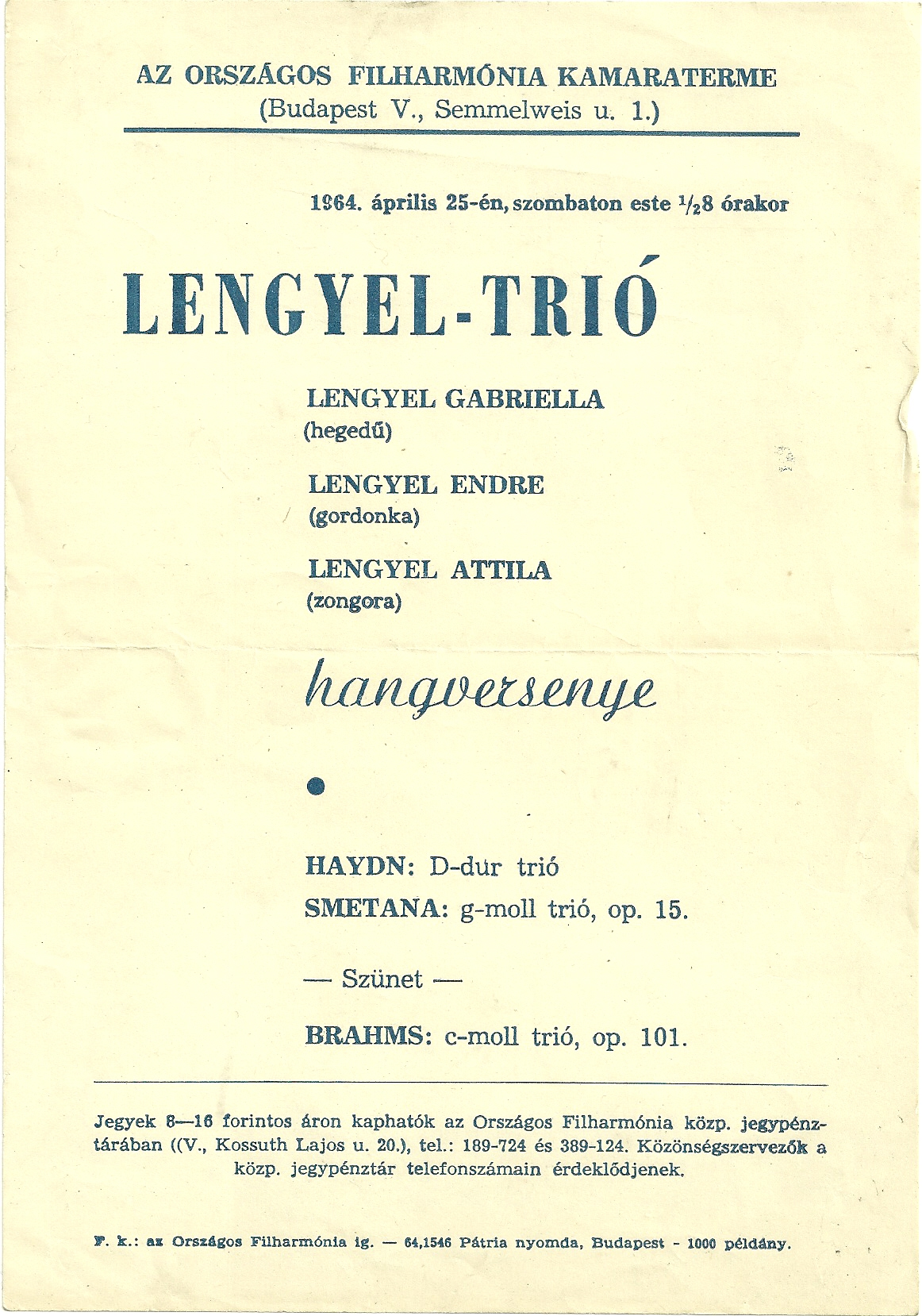
Lengyel Trió (Lengyel Gabriella, Lengyel Attila és Lengyel Endre) koncert plakát, 1964, Budapest

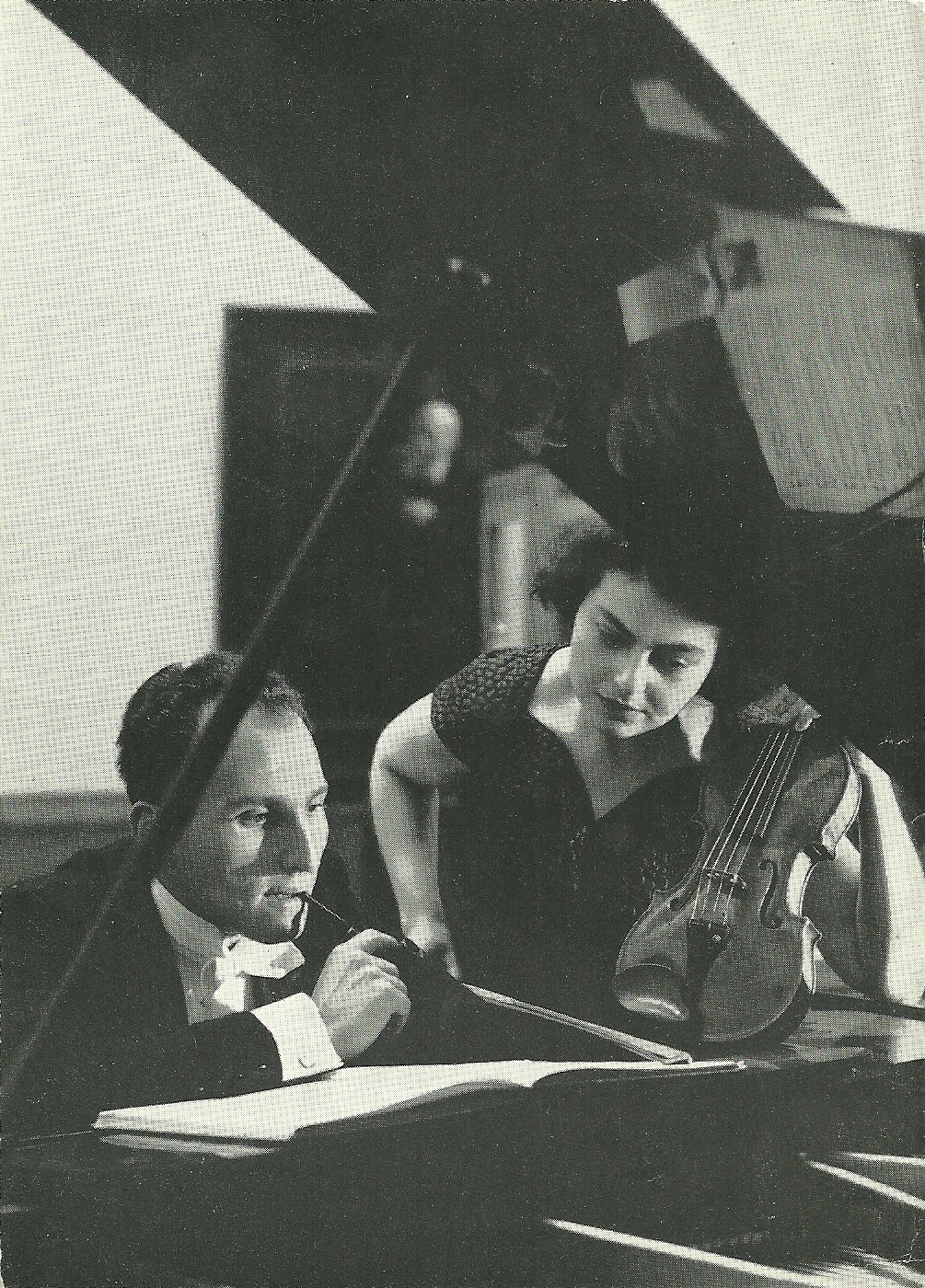
Lengyel Gabriella és Lengyel Attila (Atty Lengyel)

Lengyel Gabriella (Budapest, 1920. november 2. – Párizs vagy Fontenay-lès-Briis, 1993. március 22.) magyar hegedűművész.

## Életpályája
Zenei tanulmányait ötéves korában kezdte a budapesti Liszt Ferenc Zeneművészeti Főiskolán Zsolt Nándornál. Tizenöt évesen kapta meg hegedűművészi oklevelét. Később Hubay Jenő és Zathureczky Ede mellett folytatta tanulmányait. Első nemzetközi sikerét 1937-ben a bécsi hegedűversenyen aratta, majd Ausztriában, Olaszországban, Franciaországban, Hollandiában, a Baltikumban és Jugoszláviában koncertezett. A második világháború miatt több meghívásnak nem tudott eleget tenni. Pályafutása során szólistaként többek között játszott a Londoni Filharmonikusokkal, a Stuttgarti Kamarazenekarral és a Hágai Szimfonikus Zenekarral.
1945 után testvérével, Lengyel Attilával (Atty Lengyel zongoraművész, zongoratanár) Franciaországba vándorolt ki. Itt művészként és tanárként dolgozott. Több lemeze, CD-je jelent meg, részben testvéreivel (Lengyel Attyval és Lengyel Endre Budapesten élt gordonkaművésszel - Lengyel Trio). Haláláig Párizsban és környékén élt és alkotott.

## Díjai
- Reményi-díj (1934)